# Kugimiya Rie
Kugimiya Rie (釘宮 理恵 Đinh Cung Lý Huệ) sinh ngày 30 tháng 5 năm 1979, là một ca sĩ và diễn viên lồng tiếng Nhật Bản (seiyū), sinh ra ở Osaka và lớn lên ở Kumamoto.
Kugimiya được biết nhiều với vai trò lồng tiếng cho Louise Vallière trong Zero no Tsukaima, Shana trong Shakugan no Shana, Aisaka Taiga trong Toradora!, Nagi trong Hayate no Gotoku!, Kagura trong Gintama, Alphonse Elric trong Cang giả kim thuật sư.
Giọng lồng tiếng của cô rất đặc biệt, là loại tsundere loli. Cô được rất nhiều người hâm mộ, họ đặt biệt danh cho cô là nữ vương của tsundere.

## Vai trò lồng tiếng

### Phim Hoạt Hình TV (TV Anime)
Lồng tiếng chính.

#### 1999
- Excel Saga - Yukari

#### 2000
- Hand Maid May - Cyberdoll Rena

#### 2001
- Figure 17 - Mina Sawada
- Super Gals! - Kotobuki Sayo

#### 2002
- Cosplay Complex - Delmo
- Gravion - Brigetta
- Pita-Ten - Uematsu Koboshi
- The Twelve Kingdoms - Taiki, Young Kaname Takasato
- Rizelmine - Iwaki Rizel

#### 2003
- Astro Boy - Nyanko
- Candidate for Goddess - Ikhny Allecto
- Fullmetal Alchemist - Alphonse Elric, Catherine Elle Armstrong
- Rockman.EXE - Anetta
- Konjiki no Gash Bell!! - Tio

#### 2004
- Bleach - Kurosaki Karin, Kurotsuchi Nemu và Lily
- Burn Up Scramble - Maya Jingu
- Canvas 2: Niji Iro no Sketch - Haruna (ep. 12)
- Học viện Alice - Imai Hotaru
- Gravion Zwei - Brigetta
- Magical Girl Lyrical Nanoha - Alisa Bannings
- Maria-sama ga Miteru - Toko Matsudaira
- Midori Days - Kota Shingyoji
- Mirmo! - Murumo
- Ninin ga Shinobuden - Miyabi
- Yakitate!! Japan - Monica Adenauer

#### 2005
- Bokusatsu Tenshi Dokuro-chan - Sabato-chan
- Elemental Gelade - Tickle "Tilel" Selvatlos
- Magical Girl Lyrical Nanoha A's - Alisa Bannings
- Loveless - Kouya Sakagami
- MÄR - Belle
- Shakugan no Shana - Shana
- Trinity Blood - Peter

#### 2006
- Buso Renkin - Victoria
- Chocotto Sister - Yurika Hanayamada
- Digimon Savers - Ikuto Noguchi
- Ghost Hunt - Masako Hara
- Gin Tama - Kagura
- Honey and Clover - Shinobu Morita (as a child)
- Tokimeki Memorial Only Love - Momo Aikawa
- Utawarerumono - Kamyu
- Zero no Tsukaima - Louise Françoise le Blanc de la Vallière

#### 2007
- Deltora Quest - Neridah
- Hayate no Gotoku! - Nagi Sanzenin
- Heroic Age - Mayl
- Mobile Suit Gundam 00 - Nena Trinity
- Nagasarete Airantō - Yukino (Drama CD)
- Potemayo - Nene Kasugano, Tomari Seki
- Rental Magica - Mikan Katsuragi, Kaori Katsuragi
- Shakugan no Shana II - Shana
- Hidamari Sketch - Chika
- Zero no Tsukaima ~Futatsuki no Kishi~ - Louise Françoise le Blanc de la Vallière

#### 2008
- Rosario + Vampire - Mizore Shirayuki
- Mnemosyne - Mimi
- Nabari no Ou - Miharu Rokujo
- Zettai Karen Children - Mio, Momotaro, Young Minamoto, Nagi
- Kyōran Kazoku Nikki - Mujaki Serpent
- Hidamari Sketch × 365 - Chika
- Toradora! - Taiga Aisaka
- Akaneiro ni Somaru Saka - Yuuhi Katagiri
- Zero no Tsukaima ~Princesses no Rondo~ - Louise Françoise le Blanc de la Vallière
- Linebarrels of Iron - Izuna Endo
- Rosario + Vampire: Capu2 - Mizore Shirayuki
- Mobile Suit Gundam 00 - Nena Trinity
- Kemeko Deluxe! - Hayakawa Misaki
- Nodame Cantabile season 2 - Catherine

#### 2009
- Basquash! - Flora Skybloom
- Fairy Tail - Happy
- Fullmetal Alchemist: Brotherhood - Alphonse Elric, Shao May, Catherine Elle Armstrong
- Chàng quản gia second season - Nagi Sanzenin
- Hetalia: Axis Powers - Liechtenstein, Latvia (drama CD)
- Isekai no Seikishi Monogatari - Lan
- Jigoku Shoujo Mitsuganae - Shinohara Usagi (Episode 15)
- Kanamemo - Mika Kujiin
- Maria-sama ga Miteru 4th season - Toko Matsudaira
- Nogizaka Haruka no Himitsu:Purezza - Alistia Rein, Tōka Tennōji
- Queen's Blade -Rurō no Senshi- TV - Melona/Merona
- Saki - Yuki Kataoka
- Shugo Chara - Sakurai Yua
- Shakugan no Shana S - Shana
- Umineko no Naku Koro ni - Shannon

#### 2010
- Ladies versus Butlers! - Kaoru Daichi
- Hidamari Sketch × Hoshi Mittsu - Chika
- Dance in the Vampire Bund - Hysterica
- Hyakka Ryōran Samurai Girls - Yukimura Sanada
- Inazuma Eleven - Utsunomiya Toramaru
- Ōkami-san to Shichinin no Nakama-tachi - Mimi Usami
- Jewel Pet Tinkle - Marianne
- Mobile Suit Gundam 00 The Movie: A Wakening of the Trailblazer - Meena Carmine
- Toaru Majutsu no Index II - Agnese Sanctis
- Kaichou wa Maid-Sama - Rose (Episode 24)

#### 2011
- Astarotte no Omocha! - Astarotte Ygvar
- Dragon Crisis! - Rose
- Fairy Tail (OVA) - Happy
- Freezing - Cassie Lockheart
- Gintama - Kagura
- Gokicha!! - Chaba
- Heart no Kuni no Alice - Alice Liddel
- Hidan no Aria - Aria H. Kanzaki
- Kaitō Tenshi Twin Angel - Hazuki Kurumi
- Kämpfer für die Liebe - Bakuhatsu Penguin
- Persona 4: The Animation - Rise Kujikawa
- Saint Seiya: The Lost Canvas - Phantasos
- Shakugan no Shana FINAL - Shana
- The Idolm@ster - Iori Minase
- Yondemasuyo, Azazel-san - Kiyoko

#### 2012
- Recorder to Randoseru - Atsumi Miyagawa
- Zero no Tsukaima F - Louise Françoise Le Blanc de La Valliere
- Shiawase no pan - Do Granite, Melty

#### 2023
- Niehime to Kemono no Ou - Anubis (lúc còn bé)

### Drama CD
- Hotaru Imai
  - Gakuen Alice Rabu Potion Chūiho!
  - Gakuen Alice Mono Wasure Machine
  - Gakuen Alice Chocolate Holic
  - Pick of the Litter (Konohana)
- Angelica - Superior

### Games
- Akaneiro ni Somaru Saka: Parallel - Katagiri Yuuhi
- Da Capo II: Plus Situation/Plus Communication - Erika Murasaki
- Dengeki Gakuen RPG: Cross of Venus - Shana, Taiga Aisaka, Sabato
- Final Fantasy IV DS - Palom and Porom
- Granado Espada (Japanese version) - Claire
- Grandia Online - Human Female
- IDOLM@STER series - Iori Minase
- Infinite Undiscovery - Vika
- Konjiki no Gash Bell series - Tio
- Luminous Arc 2 Will - Karen
- Mobile Suit Gundam 00: Gundam Meisters - Nena Trinity
- Nogizaka Haruka no Himitsu: Cosplay Hajimemashita - Hukayama Ayane
- Girls X Battle 2 - KongMing, Nona
- One Piece: Unlimited Cruise - Gabri
- Pangya - Kooh
- Persona 4 - Rise Kujikawa
- Red Thread - Tsudura Wakasugi
- Riviera: The Promised Land - Ecthel (Ein)
- Rune Factory: A Fantasy Harvest Moon - Mei
- Shikigami no Shiro - Ise Nagino
- Star Ocean: The Second Evolution - Precis F. Neumann
- Summon Night X: Tears Crown - Elnadita Clevertink
- Tales of Symphonia: Dawn of the New World - Marta Lualdi
- X-Blades - Ayumi (Japanese dub)
- Xenosaga - Mary Godwin
- Yakuza - Haruka
- Freestyle Street Basketball - Sachi Takenaka,Mikako Suzuki,Yoshino Saionji
- Sdorica: The story unfolds: Sharice Carterwell, Puggi
- Honkai Impact 3rd - Kiana Kaslana
- Genshin Impact - Unknown God

### Dubbing Roles
- Ruby Gloom - Ruby Gloom
- Mr Noisy - Mr Men

### Danh sách đĩa hát

#### Album
- Kokohadoko (ngày 20 tháng 6 năm 2012)

Track list:
1. "How I feel"
2. "Hane Uta Ai Hito" (ハネ・ウタ・アイ・ヒト)
3. "Foret Noire"
4. "Yume no Naka" (夢の中)
5. "Wonder"
6. "Orange" (オレンジ)

#### Đĩa đơn
- Moete Koso Cosplay  (22 tháng 5 năm 2002) (với Nogawa Sakura, Chiba Saeko, Shimizu Ai, Watanabe Akeno và Takahashi Chiaki)
- Kemeko Deluxe!  (29 tháng 10 năm 2008) (với Saito Chiwa, Takahashi Mikako, Tomatsu Haruka, Shiraishi Ryoko, Kawasumi Ayako và Goto Mai)
- Orange (28 tháng 1 năm 2009) (Toradora Opening Theme) (với Horie Yui và Kitamura Eri)
- Netsuretsu Kangei Wonderland (27 tháng 5 năm 2009) (Saki Ending Theme) (với Ueda Kana, Koshimizu Ami, Shiraishi Ryouko và Itou Shizuka)
- Kimi e to Tsunagu Kokoro (5 tháng 8 năm 2009) (Kanamemo Opening Theme) (với Mizuhara Kaoru và Toyosaki Aki)
- Karakoi ~Dakara Shoujo wa Koi wo Suru~ (9 tháng 9 năm 2009) (với Shiraishi Ryouko)
- buddy-body (23 tháng 10 năm 2009) (Queen's Blade: Gyokuza wo Tsugu Mono Ending Theme) (với Itou Kanae và Goto Yuko)
- LOVE × HEAVEN (27 tháng 1 năm 2010) (Ladies versus Butlers! Opening Theme) (với Nakahara Mai, Koshimizu Ami và Kawasumi Ayako)